# Antoine Claudet

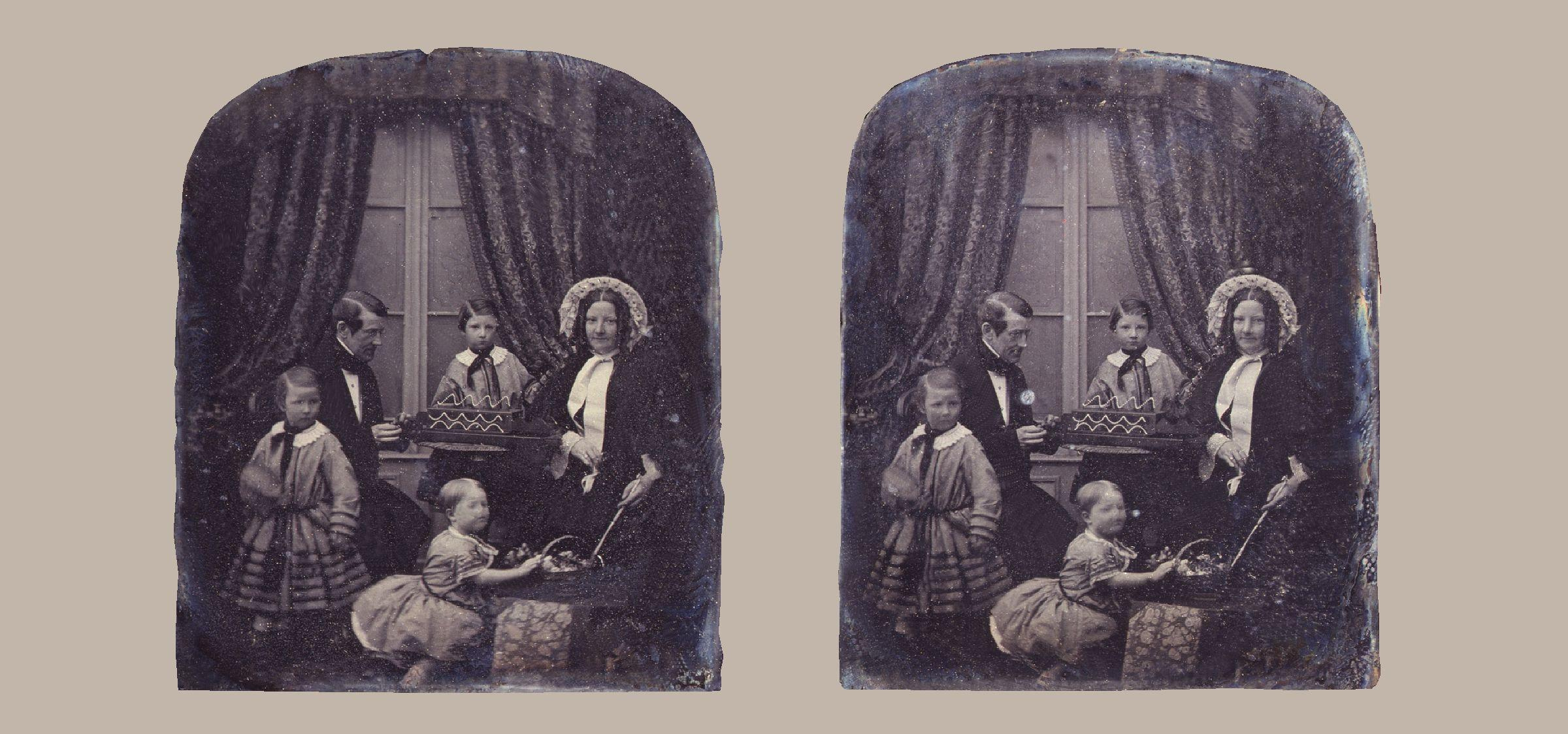
Daguerrotipo estereoscópico de Charles Wheatstone y su familia.

Antoine François Jean Claudet (Lyon, 12 de agosto de 1797- Londres, 27 de diciembre de 1867) fue un fotógrafo francés que realizó su actividad fotográfica en Londres y está considerado como uno de los pioneros de la fotografía.

## Biografía
Fue discípulo de Daguerre y se estableció en Londres en 1827 aunque al principio no se dedicó a la fotografía; desde 1839 disponía de una licencia para usar la patente del daguerrotipo, por lo que fue uno de los primeros fotógrafos en hacer retratos en Inglaterra.
El 7 de junio de 1841 presentó un método para reducir el tiempo de exposición del daguerrotipo en la Academia de Ciencias lo que supuso una polémica con Richard Beard que había mantenido en secreto el proceso diseñado por John Frederick Goddard. Ese mismo año abrió en la terraza del Royal Adelaide Gallery de Londres el que puede considerarse como el segundo estudio de retrato creado Europa tras el abierto por Richard Beard en la terraza del Royal Polytechnic Institution. La rivalidad entre ambos tuvo reflejo en los tribunales: Claudet denunció a Beard por infringir la exclusividad de su patente del daguerrotipo ya que Beard compró la suya en 1841.
El método que empleaba para acelerar el proceso de sensibilización a la luz del daguerrotipo consistía en añadir una capa de cloro en vez de bromo a la primera capa obtenida mediante vapores de yodo. Pero este acelerador no fue su única contribución a la fotografía ya que fue el primero en utilizar iluminación artificial y el uso de decorados en los retratos, así como el empleo de la luz roja para el revelado
En 1842 estuvo realizando calotipos a petición de Fox Talbot pero no alcanzó el éxito comercial esperado y abandonó esta técnica, pero cuando compró las lentes Petzval en combinación con su acelerador comenzó a realizar una media anual de casi mil daguerrotipos lo que le llevó a trasladarse a Regent Street y llamó a su estudio como Temple to Photography. En 1851 sus fotografías estuvieron expuestas en la Gran Exposición junto a autores como Hippolythe Bayard o Mathew Brady.
También diseñó diversos instrumentos: en 1848 el fotografómetro que medía la intensidad de la iluminación sobre la placa, en 1849 el focómetro que permitía un enfoque exacto en los retratos y en 1858 el estereomonoscopio en respuesta al descubrimiento de sir David Brewster lo que le permitió realizar el primer daguerrotipo estereoscópico.
En 1853 fue elegido miembro de la Royal Society y distinguido con el título de «Fotógrafo ordinario de la Reina Victoria», diez años después Napoleón III le otorgó un título de caballero de la Legión de Honor y también fue miembro de la Sociedad Francesa de Fotografía. Sin embargo gran parte de su obra fotográfica no se conserva a causa de que un año antes de su muerte el Temple to Photography quedó destruido en un incendio.